# Montaña Blanca (Lanzarote)

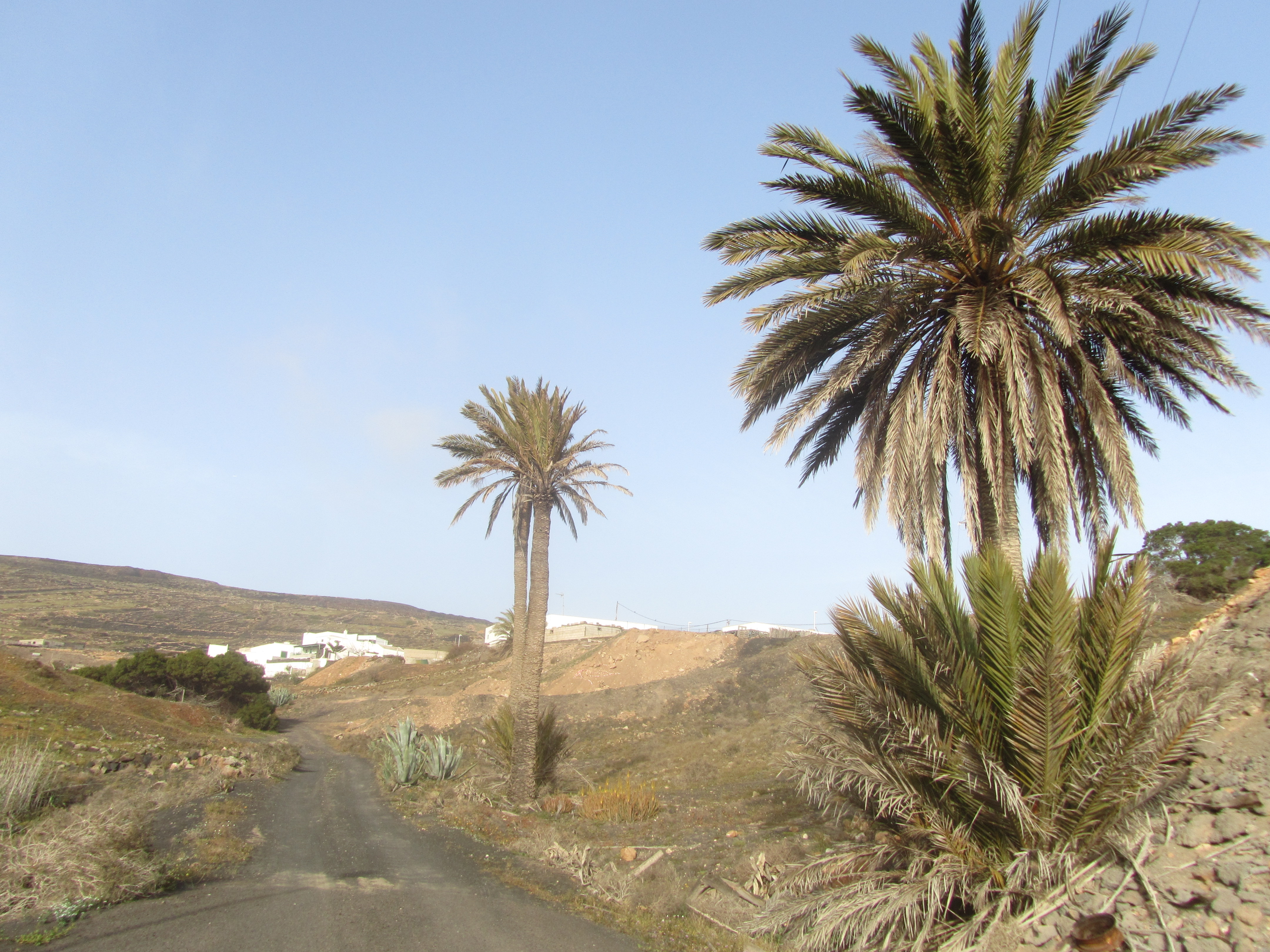
Kanarische Dattelpalmen im Umland von Montaña Blanca

Montaña Blanca ist ein Dorf auf der zu Spanien gehörenden Kanareninsel Lanzarote in der Gemeinde San Bartolomé. Der Ort ist nach dem südlich davon gelegenen gleichnamigen Vulkan Montaña Blanca benannt. In Montaña Blanca wohnen 530 Einwohner (2023).

## Charakter
Montaña Blanca liegt zwei Kilometer südwestlich von San Bartolomé am Fuß von zwei Vulkankegeln: der Montaña Blanca im Süden und der Montaña Guatisea im Norden. Das Ortsbild des vom Tourismus kaum berührten Dorfes wird von weißen Häusern bestimmt. Religiöser Mittelpunkt ist die Ermita de María Auxiliadora aus der ersten Hälfte des 20. Jahrhunderts. Rund um die Ortschaft wird im Trockenfeldbau etwas Wein und Gemüse angebaut.

## Montaña Blanca
Der Vulkankegel Montaña Blanca erhielt seinen Namen durch weißliche Ablagerungen auf der Oberfläche. Mit 597 Meter ist er die fünfthöchste Erhebung von Lanzarote. Auf seinem Gipfel befand sich einst ein Wachposten zur Sichtung von Piratenschiffen. Der Berg kann auf einem Wanderpfad bestiegen werden, ab der Kirche in Montaña Blanca benötigt man dazu etwa eine Gehstunde.
An der Südflanke des Berges befindet sich der Barranco Negro, eine durch Erosion entstandene schmale Schlucht.

## Spuren der Ureinwohner
Felsgravuren an den Vulkanen Montaña Blanca und Montaña Guatisea, weisen darauf hin, dass die Region schon vor der spanischen Eroberung Lanzarotes im 15. Jahrhundert besiedelt war.